# L'Hallucination de l'alchimiste
L'Hallucination de l'alchimiste byl francouzský němý film z roku 1897. Režisérem byl Georges Méliès (1861–1938). Film je považován za ztracený. Video v kyberprostoru, považované za film, je ve skutečnosti snímek Alchimiste Parafaragaramus ou la Cornue infernale (The Mysterious Retort) z roku 1906.
Film pravděpodobně inspiroval snímek The Clown and the Alchemist, režírovaný J. Stuartem Blacktonem a Albertem E. Smithem.

## Děj
Film je považován za ztracený a z tohoto důvodu není zápletka děje známa. Ví se jen, že scéna obsahovala hvězdu s pěti ženskými hlavami a obří tváří, z jejíchž úst lidé vycházeli.